# Colegio de Bachilleres
El Colegio de Bachilleres es una institución mexicana pública de educación media superior (bachillerato). Es un Organismo Público Descentralizado del Estado Mexicano con Personalidad Jurídica Propia, creado por Decreto Presidencial el 26 de septiembre de 1973. Depende de la Subsecretaría de Educación Media Superior de la Secretaría de Educación Pública (SEP).

## Historia
Fue fundado durante el gobierno del entonces presidente Luis Echeverría Álvarez. Nació con el fin de atender la demanda de educación pública de nivel medio superior, tanto en sistema escolar como en sistema abierto. 
El Colegio de Bachilleres es un organismo público descentralizado del Estado creado por Decreto Presidencial el 26 de septiembre de 1973. Su objetivo es ofrecer estudios de bachillerato a los egresados de la educación secundaria, en las modalidades escolarizada y no escolarizada.
Los primeros 3 planteles no fueron instalados en la Ciudad de México, sino en la ciudad de Chihuahua como parte de lo que serían los inicios del Colegio de Bachilleres del Estado de Chihuahua en septiembre de 1973. Su sistema escolar atiende a una amplia población estudiantil, distribuida en dos turnos. Su sistema abierto presta los servicios propios de la modalidad en cinco centros de estudios y ha extendido su cobertura a empresas, dependencias públicas y organizaciones sociales en la capital mexicana, en diversas ciudades del interior del país y en Estados Unidos, mediante el establecimiento, por convenio, de centros de asesoría y de centros de evaluación autorizados, estos últimos asociados a las plazas comunitarias instaladas por el Consejo Nacional de Educación para la Vida y el Trabajo (CONEVYT) en todo el país, donde se ofrece nuestro bachillerato en línea.
Sus primeros 5 planteles son fundados en febrero de 1974, al ver incrementada la demanda educativa se crean del plantel 6 al plantel 16 en el periodo 1977-1978, del plantel 17 al plantel 19 en el año de  1979 y el plantel 20 en febrero de 1985. Actualmente se posiciona entre las 3 Mejores Instituciones de Educación Media Superior de el País por debajo de la UNAM e IPN.

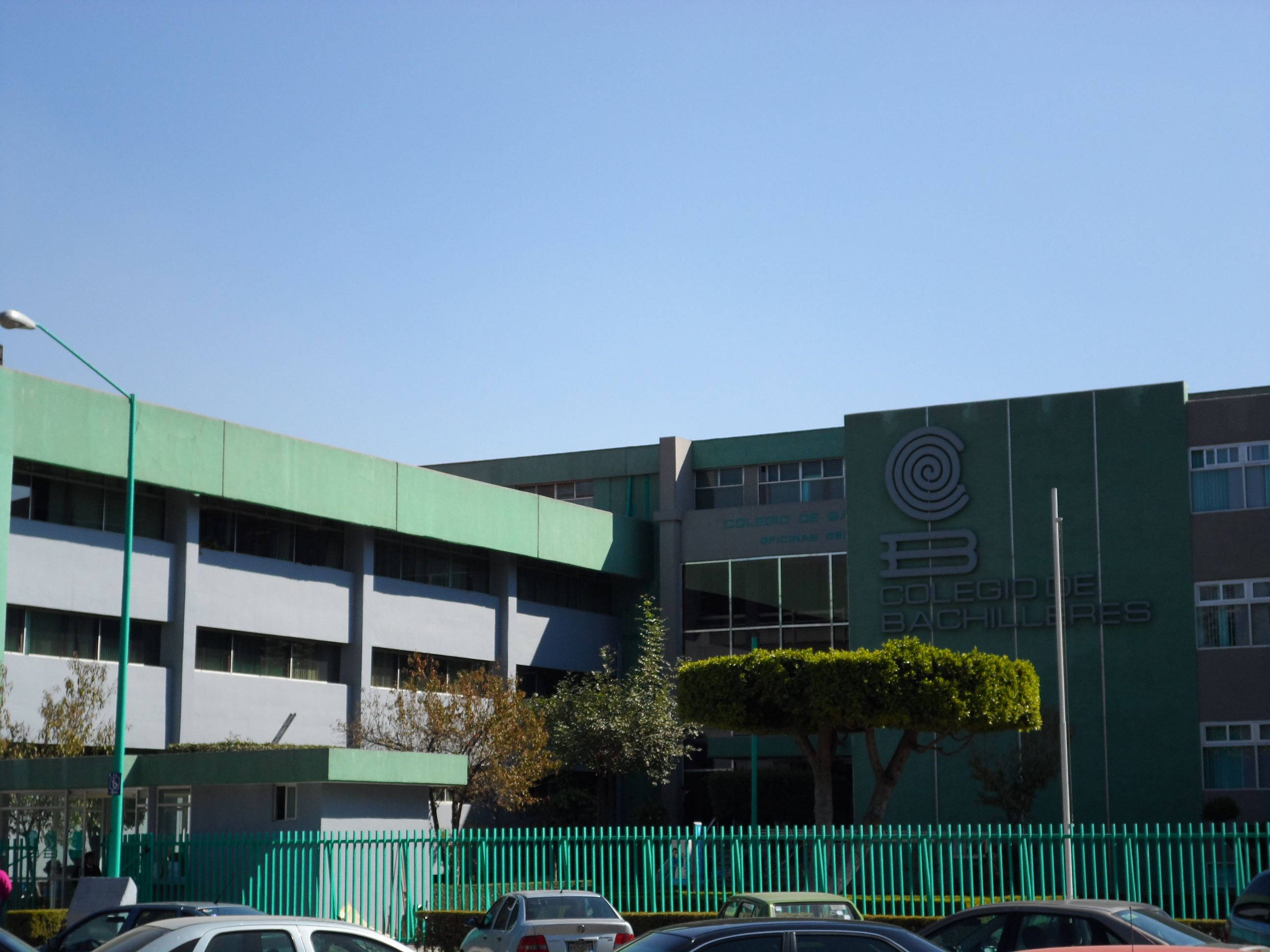
Oficinas Generales del Colegio de Bachilleres

Su misión es formar ciudadanos competentes para realizar actividades propias de su momento y condición científica, tecnológica, histórica, social, económica, política y filosófica, con un nivel de dominio que les permita movilizar y utilizar, de manera integral y satisfactoria, conocimientos, habilidades, destrezas y actitudes, pertenecientes a las ciencias naturales, las ciencias sociales y a las humanidades.

## Sedes
| Colegio de Bachilleres | Colegio de Bachilleres | Colegio de Bachilleres | Colegio de Bachilleres |
| Plantel                | Colegio                | Sede                   | Zona                   |
| ---------------------- | ---------------------- | ---------------------- | ---------------------- |
|                        |                        |                        |                        |

### Baja California
| Colegio de Bachilleres de Baja California | Colegio de Bachilleres de Baja California | Colegio de Bachilleres de Baja California |
| Colegio                                   | Sede                                      | Zona                                      |
| ----------------------------------------- | ----------------------------------------- | ----------------------------------------- |
| Baja California                           | Mexicali                                  | Mexicali                                  |
| Mexicali                                  | Mexicali                                  | Mexicali                                  |
| Miguel Hidalgo y Costilla                 | Mexicali                                  | Mexicali                                  |
| Lic. Héctor Terán Terán                   | Mexicali                                  | Mexicali                                  |
| Mtro. José Vasconcelos Calderón           | Mexicali                                  | Mexicali                                  |
| Ciudad Morelos                            | Mexicali                                  | Mexicali                                  |
| Ejido Nuevo León                          | Mexicali                                  | Mexicali                                  |
| Guadalupe Victoria                        | Mexicali                                  | Mexicali                                  |
| Ejido Nayarit                             | Mexicali                                  | Mexicali                                  |
| Estación Coahuila                         | Mexicali                                  | Mexicali                                  |
| San Felipe                                | Mexicali                                  | Mexicali                                  |
| Tecate                                    | Tecate                                    | Tecate                                    |
| Mtro. Alonso Lujambio Irazábal            | Tecate                                    | Tecate                                    |
| Mtro. Rubén Vizcaíno Valencia             | Tijuana                                   | Tijuana                                   |
| La Mesa                                   | Tijuana                                   | Tijuana                                   |
| Tijuana Siglo XXI                         | Tijuana                                   | Tijuana                                   |
| Nueva Tijuana                             | Tijuana                                   | Tijuana                                   |
| Plantel Tijuana                           | Tijuana                                   | Tijuana                                   |
| El Florido                                | Tijuana                                   | Tijuana                                   |
| La Presa                                  | Tijuana                                   | Tijuana                                   |
| Extensión Tijuana Siglo XXI               | Tijuana                                   | Tijuana                                   |
| Extensión Mtro. Rubén Vizcaíno V.         | Tijuana                                   | Tijuana                                   |
| Rosarito                                  | Rosarito                                  | Rosarito                                  |
| Playas de Rosarito                        | Rosarito                                  | Rosarito                                  |
| Ensenada                                  | Ensenada                                  | Ensenada                                  |
| Valle de Guadalupe                        | Ensenada                                  | Ensenada                                  |
| Profr. Arturo David Velázquez Rivera      | Ensenada                                  | Ensenada                                  |
| Maneadero                                 | Ensenada                                  | Ensenada                                  |
| San Quintín                               | San Quintín                               | San Quintín                               |
| Camalú                                    | San Quintín                               | San Quintín                               |

### Baja California Sur
| Colegio de Bachilleres de Baja California Sur | Colegio de Bachilleres de Baja California Sur | Colegio de Bachilleres de Baja California Sur | Colegio de Bachilleres de Baja California Sur |
| Plantel                                       | Colegio                                       | Sede                                          | Zona                                          |
| --------------------------------------------- | --------------------------------------------- | --------------------------------------------- | --------------------------------------------- |
| 1                                             | La Paz I                                      | La Paz                                        | La Paz                                        |
| 2                                             | Los Cabos I                                   | Los Cabos                                     | Los Cabos                                     |
| 3                                             | La Paz II                                     | La Paz                                        | La Paz                                        |
| 4                                             | Los Cabos II                                  | Los Cabos                                     | Los Cabos                                     |
| 5                                             | Comondú I                                     | Comondú                                       | Comondú                                       |
| 6                                             | Mulegé I                                      | Mulegé                                        | Mulegé                                        |
| 7                                             | Mulegé II                                     | Mulegé                                        | Mulegé                                        |
| 8                                             | Comondú II                                    | Comondú                                       | Comondú                                       |
| 9                                             | Loreto                                        | Loreto                                        | Loreto                                        |
| 10                                            | Los Cabos III                                 | Los Cabos                                     | Los Cabos                                     |
| 11                                            | La Paz III                                    | La Paz                                        | La Paz                                        |

### Chihuahua
| Colegio de Bachilleres del Estado de Chihuahua | Colegio de Bachilleres del Estado de Chihuahua | Colegio de Bachilleres del Estado de Chihuahua |
| Plantel                                        | Colegio                                        | Sede                                           |
| ---------------------------------------------- | ---------------------------------------------- | ---------------------------------------------- |
| 1                                              | Chihuahua I                                    | Chihuahua                                      |
| 2                                              | Chihuahua II                                   | Chihuahua                                      |
| 3                                              | Chihuahua III                                  | Chihuahua                                      |
| 4                                              | Chihuahua IV                                   | Chihuahua                                      |
| 5                                              | Ciudad Juárez I                                | Ciudad Juárez                                  |
| 6                                              | Ciudad Juárez II                               | Ciudad Juárez                                  |
| 7                                              | Ciudad Juárez III                              | Ciudad Juárez                                  |
| 8                                              | Chihuahua V                                    | Chihuahua                                      |
| 9                                              | Ciudad Juárez IV                               | Ciudad Juárez                                  |
| 10                                             | Chihuahua VI                                   | Chihuahua                                      |
| 11                                             | Ciudad Juárez V                                | Ciudad Juárez                                  |
| 12                                             | Hidalgo del Parral                             | Hidalgo del Parral                             |
| 13                                             | Delicias                                       | Delicias                                       |
| 14                                             | Cuauhtémoc                                     | Cuauhtémoc                                     |
| 15                                             | Camargo                                        | Santa Rosalía de Camargo                       |
| 16                                             | Ciudad Juárez VI                               | Ciudad Juárez                                  |
| 17                                             | Ahumada                                        | Ahumada                                        |
| 18                                             | Nuevo Casas Grandes                            | Nuevo Casas Grandes                            |
| 19                                             | Ciudad Juárez VII                              | Ciudad Juárez                                  |
| 20                                             | Jiménez                                        | Jiménez                                        |
| 21                                             | Chihuahua VII                                  | Chihuahua                                      |
| 22                                             | Ojinaga                                        | Ojinaga                                        |
| 23                                             | Guadalupe distrito Bravos                      | Guadalupe                                      |
| 24                                             | Casas Grandes                                  | Casas Grandes                                  |
| 25                                             | Saucillo                                       | Saucillo                                       |
| 26                                             | Lázaro Cárdenas                                | Meoqui                                         |
| 27                                             | Balleza                                        | Balleza                                        |
| 28                                             | Meoqui                                         | Meoqui                                         |

### Ciudad de México
| Colegio de Bachilleres | Colegio de Bachilleres                        | Colegio de Bachilleres | Colegio de Bachilleres |
| Plantel                | Colegio                                       | Sede                   | Zona                   |
| ---------------------- | --------------------------------------------- | ---------------------- | ---------------------- |
| 1                      | El Rosario                                    | Azcapotzalco           | Norte                  |
| 2                      | Cien Metros «Elisa Acuña Rossetti»            | Gustavo A. Madero      | Norte                  |
| 3                      | Iztacalco                                     | Iztacalco              | Centro                 |
| 4                      | Culhuacán «Lázaro Cardenas»                   | Coyoacán               | Sur                    |
| 5                      | Satélite                                      | Tlalnepantla de Baz    | Norte                  |
| 6                      | Vicente Guerrero                              | Iztapalapa             | Centro                 |
| 7                      | Iztapalapa                                    | Iztapalapa             | Centro                 |
| 8                      | Cuajimalpa                                    | Cuajimalpa             | Norte                  |
| 9                      | Aragón                                        | Gustavo A. Madero      | Centro                 |
| 10                     | Aeropuerto                                    | Venustiano Carranza    | Centro                 |
| 11                     | Nueva Atzacoalco                              | Gustavo A. Madero      | Norte                  |
| 12                     | Nezahualcóyotl                                | Nezahualcóyotl         | Centro                 |
| 13                     | Xochimilco-Tepepan «Quirino Mendoza y Cortés» | Xochimilco             | Sur                    |
| 14                     | Milpa Alta «Fidencio Villanueva Rojas»        | Milpa Alta             | Sur                    |
| 15                     | Magdalena Conteras                            | La Magdalena Contreras | Sur                    |
| 16                     | Tlahuac «Manuel Chavarria Chavarria»          | Tláhuac                | Sur                    |
| 17                     | Huayamilpas Pedregal                          | Coyoacán               | Sur                    |
| 18                     | Tlihuaca Azcapotzalco                         | Azcapotzalco           | Norte                  |
| 19                     | Ecatepec                                      | Ecatepec de Morelos    | Norte                  |
| 20                     | Del Valle «Matias Romero»                     | Benito Juárez          | Sur                    |

### México
| Colegio de Bachilleres del Estado de México | Colegio de Bachilleres del Estado de México | Colegio de Bachilleres del Estado de México | Colegio de Bachilleres del Estado de México |
| Plantel                                     | Colegio                                     | Sede                                        | Zona                                        |
| ------------------------------------------- | ------------------------------------------- | ------------------------------------------- | ------------------------------------------- |
| 1                                           | Zinacantepec                                | Zinacantepec                                | Valle de Toluca                             |
| 2                                           | Ecatepec                                    | Ecatepec de Morelos                         | Valle de México                             |
| 3                                           | Chimalhuacán                                | Chimalhuacán                                | Valle de México                             |
| 4                                           | Valle de Chalco                             | Valle de Chalco                             | Valle de Toluca                             |
| 5                                           | Valle de Bravo                              | Valle de Bravo                              | Valle de Toluca                             |
| 6                                           | Toluca                                      | Toluca de Lerdo                             | Valle de Toluca                             |
| 7                                           | Toluca II                                   | Toluca de Lerdo                             | Valle de Toluca                             |
| 8                                           | Atlacomulco                                 | Atlacomulco                                 | Valle de Toluca                             |
| 9                                           | Huixquilucan                                | Huixquilucan                                | Valle de México                             |
| 10                                          | Ecatepec II                                 | Ecatepec de Morelos                         | Valle de México                             |
| 11                                          | Otumba                                      | Otumba                                      | Valle de México                             |
| 12                                          | Almoyola                                    | Almoloya de Juárez                          | Valle de Toluca                             |
| 13                                          | Calimaya                                    | Calimaya                                    | Valle de Toluca                             |
| 14                                          | Jocotitlán                                  | Jocotitlán                                  | Valle de Toluca                             |
| 15                                          | Nicolás Romero                              | Nicolás Romero                              | Valle de México                             |
| 16                                          | Coyotepec                                   | Coyotepec                                   | Valle de México                             |
| 17                                          | Huixquilucan II                             | Huixquilucan                                | Valle de México                             |
| 18                                          | Ixtapaluca                                  | Ixtapaluca                                  | Valle de México                             |
| 19                                          | Tecámac                                     | Tecámac                                     | Valle de México                             |
| 20                                          | Chapa de Mota                               | Chapa de Mota                               | Valle de Toluca                             |
| 21                                          | Villa Guerrero                              | Villa Guerrero                              | Valle de Toluca                             |
| 22                                          | Chicoloapan                                 | Chicoloapan                                 | Valle de México                             |
| 23                                          | Ecatepec III                                | Ecatepec de Morelos                         | Valle de México                             |
| 24                                          | Chimalhuacán II                             | Chimalhuacán                                | Valle de México                             |
| 25                                          | Tultitlán                                   | Tultitlán                                   | Valle de México                             |
| 26                                          | Tenancingo                                  | Tenancingo                                  | Valle de Toluca                             |
| 27                                          | Acambay                                     | Acambay                                     | Valle de Toluca                             |
| 28                                          | Zinacantepec II                             | Zinacantepec                                | Valle de Toluca                             |
| 29                                          | San José del Rincón                         | San José del Rincón                         | Valle de Toluca                             |
| 30                                          | Nezahualcóyotl                              | Nezahualcóyotl                              | Valle de México                             |
| 31                                          | Chicoloapan II                              | Chicoloapan                                 | Valle de México                             |
| 32                                          | Toluca III                                  | Toluca de Lerdo                             | Valle de Toluca                             |
| 33                                          | Huehuetoca                                  | Huehuetoca                                  | Valle de México                             |
| 34                                          | Villa del Carbón                            | Villa del Carbón                            | Valle de Toluca                             |
| 35                                          | Tecámac II                                  | Tecámac                                     | Valle de México                             |
| 36                                          | Villa Guerrero II                           | Villa Guerrero                              | Valle de Toluca                             |
| 37                                          | Naucalpan                                   | Naucalpan de Juárez                         | Valle de México                             |
| 38                                          | Acambay II                                  | Acambay                                     | Valle de Toluca                             |
| 39                                          | Acolman                                     | Acolman                                     | Valle de México                             |
| 40                                          | Ixtlahuaca                                  | Ixtlahuaca                                  | Valle de Toluca                             |
| 41                                          | Temascalcingo                               | Temascalcingo                               | Valle de Toluca                             |
| 42                                          | Zumpango                                    | Zumpango                                    | Valle de México                             |
| 43                                          | Texcoco                                     | Texcoco                                     | Valle de México                             |
| 44                                          | Tlalmanalco                                 | Tlalmanalco                                 | Valle de México                             |
| 45                                          | Calimaya II                                 | Calimaya                                    | Valle de Toluca                             |
| 46                                          | Xonacatlán                                  | Xonacatlán                                  | Valle de Toluca                             |
| 47                                          | Tenango del Valle                           | Tenango del Valle                           | Valle de Toluca                             |
| 48                                          | Jilotzingo                                  | Jilotzingo                                  | Valle de México                             |
| 49                                          | El Oro                                      | El Oro                                      | Valle de Toluca                             |
| 50                                          | Hueypoxtla                                  | Hueypoxtla                                  | Valle de México                             |
| 51                                          | Morelos                                     | Morelos                                     | Valle de Toluca                             |
| 52                                          | Axapusco                                    | Axapusco                                    | Valle de México                             |
| 53                                          | Coatepec                                    | Coatepec Harinas                            | Valle de Toluca                             |
| 54                                          | Teoloyucan                                  | Teoloyucan                                  | Valle de México                             |
| 55                                          | Toluca IV                                   | Toluca de Lerdo                             | Valle de Toluca                             |
| 56                                          | Ixtapaluca II                               | Ixtapaluca                                  | Valle de México                             |
| 57                                          | Jaltenco                                    | Jaltenco                                    | Valle de México                             |
| 58                                          | Jiquipilco                                  | Jiquipilco                                  | Valle de Toluca                             |
| 59                                          | Zumpahuacán                                 | Zumpahuacán                                 | Valle de Toluca                             |
| 60                                          | Temoaya                                     | Temoaya                                     | Valle de Toluca                             |
| 61                                          | Teotihuacán                                 | Teotihuacán de Arista                       | Valle de México                             |
| 62                                          | Melchor Ocampo                              | Melchor Ocampo                              | Valle de México                             |
| 63                                          | Villa Victoria                              | Villa Victoria                              | Valle de Toluca                             |
| 64                                          | Amanalco de Becerra                         | Amanalco                                    | Valle de Toluca                             |
| 65                                          | Morelos II                                  | Morelos                                     | Valle de Toluca                             |
| 66                                          | Temascalcingo II                            | Temascalcingo                               | Valle de Toluca                             |
| 67                                          | Aculco                                      | Aculco                                      | Valle de Toluca                             |
| 68                                          | Soyaniquilpan                               | Soyaniquilpan de Juárez                     | Valle de Toluca                             |

### Puebla
| Colegio de Bachilleres del Estado de Puebla | Colegio de Bachilleres del Estado de Puebla | Colegio de Bachilleres del Estado de Puebla |
| Plantel                                     | Colegio                                     | Sede                                        |
| ------------------------------------------- | ------------------------------------------- | ------------------------------------------- |
| 1                                           | San Francisco Totimehuacán                  | Puebla de Zaragoza                          |
| 2                                           | Angelópolis                                 | San Andrés Cholula                          |
| 3                                           | San Jerónimo Caleras                        | Puebla de Zaragoza                          |
| 4                                           | Tecali de Herrera                           | Tecali de Herrera                           |
| 5                                           | San Martín Texmelucan                       | San Martín Texmelucan                       |
| 6                                           | San Juan Ixcaquixtla                        | Ixcaquixtla                                 |
| 7                                           | Chiautla de Tapia                           | Chiautla de Tapia                           |
| 8                                           | Tehuacán                                    | Tehuacán                                    |
| 9                                           | Teziutlán                                   | Teziutlán                                   |
| 10                                          | Huauchinango                                | Huauchinango                                |
| 11                                          | Xicotepec de Juárez                         | Xicotepec                                   |
| 12                                          | Izúcar de Matamoros                         | Izúcar de Matamoros                         |
| 13                                          | San Miguel Xoxtla                           | San Miguel Xoxtla                           |
| 14                                          | La Margarita                                | Puebla de Zaragoza                          |
| 15                                          | Manuel Rivera Anaya                         | Puebla de Zaragoza                          |
| 16                                          | Tlachichuca                                 | Tlachichuca                                 |
| 17                                          | Tlatlauquitepec                             | Tlatlauquitepec                             |
| 18                                          | Santa Ana Xalmimilulco                      | Santa Ana Xalmimilulco                      |
| 19                                          | Acatxingo                                   | Acatzingo de Hidalgo                        |
| 20                                          | Ignacio Romero Vargas                       | Puebla de Zaragoza                          |
| 21                                          | Loma Bella                                  | Puebla de Zaragoza                          |
| 22                                          | Ciudad Serdán                               | Ciudad Serdán                               |
| 23                                          | Zacatlán                                    | Zacatlán                                    |
| 24                                          | Zapotitlán de Méndez                        | Zapotitlán de Méndez                        |
| 25                                          | Libres                                      | Libres                                      |
| 26                                          | San Salvador Chachapa                       | Amozoc                                      |
| 27                                          | Zaragoza                                    | Zaragoza                                    |
| 28                                          | Atlixco                                     | Atlixco                                     |
| 29                                          | Tetela de Ocampo                            | Tetela de Ocampo                            |
| 30                                          | Tlacotepec de Benito Juárez                 | Tlacotepec de Benito Juárez                 |
| 31                                          | San Miguel Zacaola                          | Santo Tomás Hueyotlipan                     |
| 32                                          | Santiago Coltzingo                          | Tlahuapan                                   |
| 33                                          | Pahuatlán del Valle                         | Pahuatlán                                   |
| 34                                          | San José Acateno                            | Acateno                                     |
| 35                                          | Chilchotla                                  | Chilchotla                                  |
| 36                                          | Villa Frontera                              | Puebla de Zaragoza                          |
| 37                                          | Atempan                                     | Atempan                                     |

### Querétaro
| Colegio de Bachilleres del Estado de Querétaro (COBAQ) | Colegio de Bachilleres del Estado de Querétaro (COBAQ) | Colegio de Bachilleres del Estado de Querétaro (COBAQ) |
| Plantel                                                | Colegio                                                | Sede                                                   |
| ------------------------------------------------------ | ------------------------------------------------------ | ------------------------------------------------------ |
| 1                                                      | Satelite                                               | Santiago de Querétaro                                  |
| 2                                                      | Amealco                                                | Amealco                                                |
| 3                                                      | Corregidora                                            | Corregidora                                            |
| 4                                                      | Jalpan de Serra                                        | Jalpan de Serra                                        |
| 5                                                      | Cadereyta                                              | Cadereyta                                              |
| 6                                                      | Tolimán                                                | Tolimán                                                |
| 7                                                      | La Cañada, el Marqués                                  | el Marqués                                             |
| 8                                                      | Azteca                                                 | Santiago de Querétaro                                  |
| 9                                                      | Santa Rosa Jáuregui                                    | Santiago de Querétaro                                  |
| 10                                                     | San Pedro Ahuacatlan                                   | San Juan del Río                                       |
| 11                                                     | Ezequiel Montes                                        | Ezequiel Montes                                        |
| 12                                                     | Tequisquiapan San Nicolas                              | Tequisquiapan                                          |
| 13                                                     | Epigmenio Gonzáles                                     | Santiago de Querétaro                                  |
| 14                                                     | San Joaquín                                            | San Joaquín                                            |
| 15                                                     | Chichimequillas                                        | Chichimequillas                                        |
| 16                                                     | El colorado                                            | El Marqués                                             |
| 17                                                     | Constitución de 1917                                   | Santiago de Querétaro                                  |
| 18                                                     | Valle Dorado                                           | San Juan del Río                                       |
| 19                                                     | Bravo                                                  | Bravo                                                  |
| 20                                                     | Santiago Mexiquititlan                                 | Santiago Mexiquititlan                                 |
| 21                                                     | Arcila                                                 | Arcila                                                 |
| 22                                                     | Real de San Miguel                                     | Santiago de Querétaro                                  |
| 23                                                     | Ahuactlán de Guadalupe                                 | Pinal de Amoles                                        |
| 24                                                     | Villa Progreso                                         | Ezequiel Montes                                        |
| 25                                                     | la Lagunilta                                           | Tequisquiapan                                          |
| 26                                                     | Agua Zarca                                             | Agua Zarca                                             |
| 27                                                     | la Purisima Arista                                     | la Purisima Arista                                     |
| 28                                                     | San Ildefonso                                          | San Ildefonso                                          |
| 29                                                     | Bernal                                                 | Bernal                                                 |
| 30                                                     | La Valla                                               | La Valla                                               |
| 31                                                     | La Griega                                              | El Marques                                             |
| 32                                                     | San Antonio de la Cal                                  | Tolimán                                                |
| 33                                                     | El Palmar                                              | Santa Mónica                                           |
| 34                                                     | Arroyo Seco                                            | Arroyo Seco                                            |
| 35                                                     | Vizarrón                                               | Vizarrón de Montes                                     |

### San Luis Potosí
| Colegio de Bachilleres del Estado de San Luis Potosí | Colegio de Bachilleres del Estado de San Luis Potosí | Colegio de Bachilleres del Estado de San Luis Potosí | Colegio de Bachilleres del Estado de San Luis Potosí |
| Plantel                                              | Colegio                                              | Sede                                                 | Zona                                                 |
| ---------------------------------------------------- | ---------------------------------------------------- | ---------------------------------------------------- | ---------------------------------------------------- |
| 1                                                    | Soledad                                              | Soledad de Graciano Sánchez                          | Centro                                               |
| 2                                                    | Villa Hidalgo                                        | Villa Hidalgo                                        | Altiplano                                            |
| 3                                                    | Cedral                                               | Cedral                                               | Altiplano                                            |
| 4                                                    | El Naranjo                                           | El Naranjo                                           | Huasteca                                             |
| 5                                                    | Ciudad Fernandez                                     | Ciudad Fernández                                     | Media                                                |
| 6                                                    | Ciudad Valles I                                      | Ciudad Valles                                        | Huasteca                                             |
| 7                                                    | Ahualulco                                            | Ahualulco                                            | Centro                                               |
| 8                                                    | Xilitla                                              | Xilitla                                              | Huasteca                                             |
| 9                                                    | Tanlajás                                             | Tanlajás                                             | Huasteca                                             |
| 10                                                   | Moctezuma                                            | Moctezuma                                            | Altiplano                                            |
| 11                                                   | Rayón                                                | Rayón                                                | Media                                                |
| 12                                                   | Tampacán                                             | Tampacán                                             | Huasteca                                             |
| 13                                                   | Tanquián                                             | Tanquián de Escobedo                                 | Huasteca                                             |
| 14                                                   | Tancanhuitz                                          | Tancanhuitz                                          | Huasteca                                             |
| 15                                                   | Ébano                                                | Ébano                                                | Huasteca                                             |
| 16                                                   | San Vicente                                          | San Vicente Tancuayalab                              | Huasteca                                             |
| 17                                                   | San Luis I                                           | San Luis Potosí                                      | Centro                                               |
| 18                                                   | Mexquitic                                            | Mexquitic de Carmona                                 | Centro                                               |
| 19                                                   | San Luis II                                          | San Luis Potosí                                      | Centro                                               |
| 20                                                   | Rioverde                                             | Rioverde                                             | Media                                                |
| 21                                                   | Matlapa                                              | Matlapa                                              | Huasteca                                             |
| 22                                                   | Tamuín                                               | Tamuín                                               | Huasteca                                             |
| 23                                                   | Tierra Nueva                                         | Tierra Nueva                                         | Media                                                |
| 24                                                   | Ciudad Valles II                                     | Ciudad Valles                                        | Huasteca                                             |
| 25                                                   | San Luis III                                         | San Luis Potosí                                      | Centro                                               |
| 26                                                   | San Luis IV                                          | San Luis Potosí                                      | Centro                                               |
| 27                                                   | San Martín                                           | San Martín Chalchicuautla                            | Huasteca                                             |
| 28                                                   | San Luis V                                           | San Luis Potosí                                      | Centro                                               |
| 29                                                   | Zaragoza                                             | Villa de Zaragoza                                    | Centro                                               |
| 30                                                   | Santo Domingo                                        | Santo Domingo                                        | Altiplano                                            |
| 31                                                   | Aquismón                                             | Aquismón                                             | Huasteca                                             |
| 32                                                   | Arriaga                                              | Villa de Arriaga                                     | Media                                                |
| 33                                                   | Axtla                                                | Axtla de Terrazas                                    | Huasteca                                             |
| 34                                                   | El Pujal                                             | Ciudad Valles                                        | Huasteca                                             |
| 35                                                   | Tambaca                                              | Tamasopo                                             | Huasteca                                             |
| 36                                                   | Estación Catorce                                     | Catorce                                              | Altiplano                                            |
| 37                                                   | Tamápatz                                             | Aquismón                                             | Huasteca                                             |
| 38                                                   | Mecatlán                                             | Tamazunchale                                         | Huasteca                                             |
| 39                                                   | Picula                                               | Tamazunchale                                         | Huasteca                                             |
| 40                                                   | Chalco                                               | Axtla de Terrazas                                    | Huasteca                                             |

### Sonora
| Colegio de Bachilleres del Estado de Sonora | Colegio de Bachilleres del Estado de Sonora | Colegio de Bachilleres del Estado de Sonora |
| Colegio                                     | Sede                                        | Zona                                        |
| ------------------------------------------- | ------------------------------------------- | ------------------------------------------- |
| Eusebio Francisco Kino                      | Magdalena                                   | Noreste                                     |
| Navojoa                                     | Navojoa                                     | Sur                                         |
| Villa de Seris                              | Hermosillo                                  | Centro                                      |
| Puerto Peñasco                              | Puerto Peñasco                              | Noroeste                                    |
| Reforma                                     | Hermosillo                                  | Centro                                      |
| Caborca                                     | Caborca                                     | Noroeste                                    |
| Lic. Alberto Flores Urbina                  | Ciudad Obregón                              | Sur                                         |
| Profr. Ernesto López Riesgo                 | Hermosillo                                  | Centro                                      |
| San Luis Río Colorado                       | San Luis Río Colorado                       | Noroeste                                    |
| Obregón II                                  | Ciudad Obregón                              | Sur                                         |
| Empalme                                     | Empalme                                     | Centro                                      |
| Etchojoa                                    | Etchojoa                                    | Sur                                         |
| Álamos                                      | Álamos                                      | Sur                                         |
| Sonoyta                                     | Sonoyta                                     | Noroeste                                    |
| Álvaro Obregón Salido                       | Huatabampo                                  | Sur                                         |
| Pueblo Yaqui                                | Pueblo Yaqui                                | Sur                                         |
| San Ignacio Río Muerto                      | San Ignacio Río Muerto                      | Sur                                         |
| Nuevo Hermosillo                            | Hermosillo                                  | Centro                                      |
| Nogales                                     | Heroica Nogales                             | Noreste                                     |
| Faustino Félix Serna                        | Pitiquito                                   | Noroeste                                    |
| Quetchehueca                                | Quetchehueca                                | Sur                                         |
| Plutarco Elías Calles                       | Agua Prieta                                 | Noreste                                     |
| José María Maytorena Tapia                  | Heroica Guaymas                             | Centro                                      |
| Nacozari de García                          | Nacozari                                    | Noreste                                     |
| Hermosillo V                                | Hermosillo                                  | Centro                                      |
| Obregón III                                 | Ciudad Obregón                              | Sur                                         |
| Bahía de Kino                               | Bahía de Kino                               | Centro                                      |
| California                                  | Hermosillo                                  | Centro                                      |
| Nogales II                                  | Heroica Nogales                             | Noreste                                     |
| Hermosillo VII                              | Hermosillo                                  | Centro                                      |
| San Ignacio Cohuirimpo                      | Navojoa                                     | Sur                                         |
| Obregón IV                                  | Ciudad Obregón                              | Sur                                         |
| Hermosillo VIII                             | Hermosillo                                  | Centro                                      |

| Colegio de Bachilleres del Estado de Sonora | Colegio de Bachilleres del Estado de Sonora | Colegio de Bachilleres del Estado de Sonora |
| Colegio                                     | Sede                                        | Zona                                        |
| ------------------------------------------- | ------------------------------------------- | ------------------------------------------- |
| Plantel 1                                   | Centro                                      | Noreste                                     |
| Navojoa                                     | Navojoa                                     | Sur                                         |
| Villa de Seris                              | Hermosillo                                  | Centro                                      |
| Puerto Peñasco                              | Puerto Peñasco                              | Noroeste                                    |
| Reforma                                     | Hermosillo                                  | Centro                                      |
| Caborca                                     | Caborca                                     | Noroeste                                    |
| Lic. Alberto Flores Urbina                  | Ciudad Obregón                              | Sur                                         |
| Profr. Ernesto López Riesgo                 | Hermosillo                                  | Centro                                      |
| San Luis Río Colorado                       | San Luis Río Colorado                       | Noroeste                                    |
| Obregón II                                  | Ciudad Obregón                              | Sur                                         |
| Empalme                                     | Empalme                                     | Centro                                      |
| Etchojoa                                    | Etchojoa                                    | Sur                                         |
| Álamos                                      | Álamos                                      | Sur                                         |
| Sonoyta                                     | Sonoyta                                     | Noroeste                                    |
| Álvaro Obregón Salido                       | Huatabampo                                  | Sur                                         |
| Pueblo Yaqui                                | Pueblo Yaqui                                | Sur                                         |
| San Ignacio Río Muerto                      | San Ignacio Río Muerto                      | Sur                                         |
| Nuevo Hermosillo                            | Hermosillo                                  | Centro                                      |
| Nogales                                     | Heroica Nogales                             | Noreste                                     |
| Faustino Félix Serna                        | Pitiquito                                   | Noroeste                                    |
| Quetchehueca                                | Quetchehueca                                | Sur                                         |
| Plutarco Elías Calles                       | Agua Prieta                                 | Noreste                                     |
| José María Maytorena Tapia                  | Heroica Guaymas                             | Centro                                      |
| Nacozari de García                          | Nacozari                                    | Noreste                                     |
| Hermosillo V                                | Hermosillo                                  | Centro                                      |
| Obregón III                                 | Ciudad Obregón                              | Sur                                         |
| Bahía de Kino                               | Bahía de Kino                               | Centro                                      |
| California                                  | Hermosillo                                  | Centro                                      |
| Nogales II                                  | Heroica Nogales                             | Noreste                                     |
| Hermosillo VII                              | Hermosillo                                  | Centro                                      |
| San Ignacio Cohuirimpo                      | Navojoa                                     | Sur                                         |
| Obregón IV                                  | Ciudad Obregón                              | Sur                                         |
| Hermosillo VIII                             | Hermosillo                                  | Centro                                      |

### Tlaxcala
| Colegio de Bachilleres del Estado de Tlaxcala | Colegio de Bachilleres del Estado de Tlaxcala | Colegio de Bachilleres del Estado de Tlaxcala | Colegio de Bachilleres del Estado de Tlaxcala |
| Plantel                                       | Colegio                                       | Sede                                          | Zona                                          |
| --------------------------------------------- | --------------------------------------------- | --------------------------------------------- | --------------------------------------------- |
| 1                                             | Tlaxcala                                      | Tlaxcala                                      |                                               |
| 2                                             | Huamantla                                     | Huamantla                                     |                                               |
| 3                                             | Calpulalpan                                   | Calpulalpan                                   |                                               |
| 4                                             | Chiautempan                                   | Chiautempan                                   |                                               |
| 5                                             | Panzacola                                     | Panzacola                                     |                                               |
| 6                                             | Contla                                        | Contla                                        |                                               |
| 7                                             | Buenavista                                    | Xaltocan                                      |                                               |
| 8                                             | Ixtacuixtla                                   | Ixtacuixtla                                   |                                               |
| 9                                             | Tlaxco                                        | Tlaxco                                        |                                               |
| 10                                            | Apizaco                                       | Apizaco                                       |                                               |
| 11                                            | Panotla                                       | Panotla                                       |                                               |
| 12                                            | Santa Cruz                                    | Santa Cruz Tlaxcala                           |                                               |
| 13                                            | Papalotla                                     | Papalotla de Xicohténcatl                     |                                               |
| 14                                            | Nativitas                                     | Natívitas                                     |                                               |
| 15                                            | Hueyotlipan                                   | Hueyotlipan                                   |                                               |
| 16                                            | Teolocholco                                   | Teolocholco                                   |                                               |
| 17                                            | Cuapiaxtla                                    | Cuapiaxtla                                    |                                               |
| 18                                            | Atltzayanca                                   | Atltzayanca                                   |                                               |
| 19                                            | Xaloztoc                                      | Xaloztoc                                      |                                               |
| 20                                            | Ixtenco                                       | Ixtenco                                       |                                               |
| 21                                            | Ayometla                                      | Santa Catarina Ayometla                       |                                               |
| 22                                            | Texoloc                                       | San Damián Texoloc                            |                                               |
| 23                                            | San Pablo del Monte                           | San Pablo del Monte                           |                                               |
| 24                                            | Tizatlán                                      | Tizatlán                                      |                                               |